# Campos vetoriais em coordenadas cilíndricas e esféricas

Coordenadas esféricas (r, θ, φ) como comumente usadas em física : distância radial r, ângulo polar θ (teta) e ângulo azimutal φ (phi). O símbolo ρ (rho) é frequentemente usado em vez de r.

Nota: Esta página usa notação física comum para coordenadas esféricas, em que {\displaystyle \theta } é o ângulo entre o eixo z e o vetor do raio conectando a origem ao ponto em questão, enquanto {\displaystyle \phi } é o ângulo entre a projeção do vetor raio no plano xy e o eixo x . Várias outras definições estão em uso e, portanto, deve-se ter cuidado ao comparar diferentes fontes.

## Sistema de coordenadas cilíndricas

### Campos vetoriais
Os vetores são definidos em coordenadas cilíndricas por (ρ, φ, z), onde
- ρ é o comprimento do vetor projetado no plano xy ,
- φ é o ângulo entre a projeção do vetor no plano xy (ou seja, ρ ) e o eixo x positivo (0 ≤ φ <2π),
- z é a coordenada z.

(ρ, φ, z) é dado em coordenadas cartesianas por:
{\displaystyle {\begin{bmatrix}\rho \\\phi \\z\end{bmatrix}}={\begin{bmatrix}{\sqrt {x^{2}+y^{2}}}\\\operatorname {arctan} (y/x)\\z\end{bmatrix}},\ \ \ 0\leq \phi <2\pi ,}
ou inversamente por:
{\displaystyle {\begin{bmatrix}x\\y\\z\end{bmatrix}}={\begin{bmatrix}\rho \cos \phi \\\rho \operatorname {sen} \phi \\z\end{bmatrix}}.}

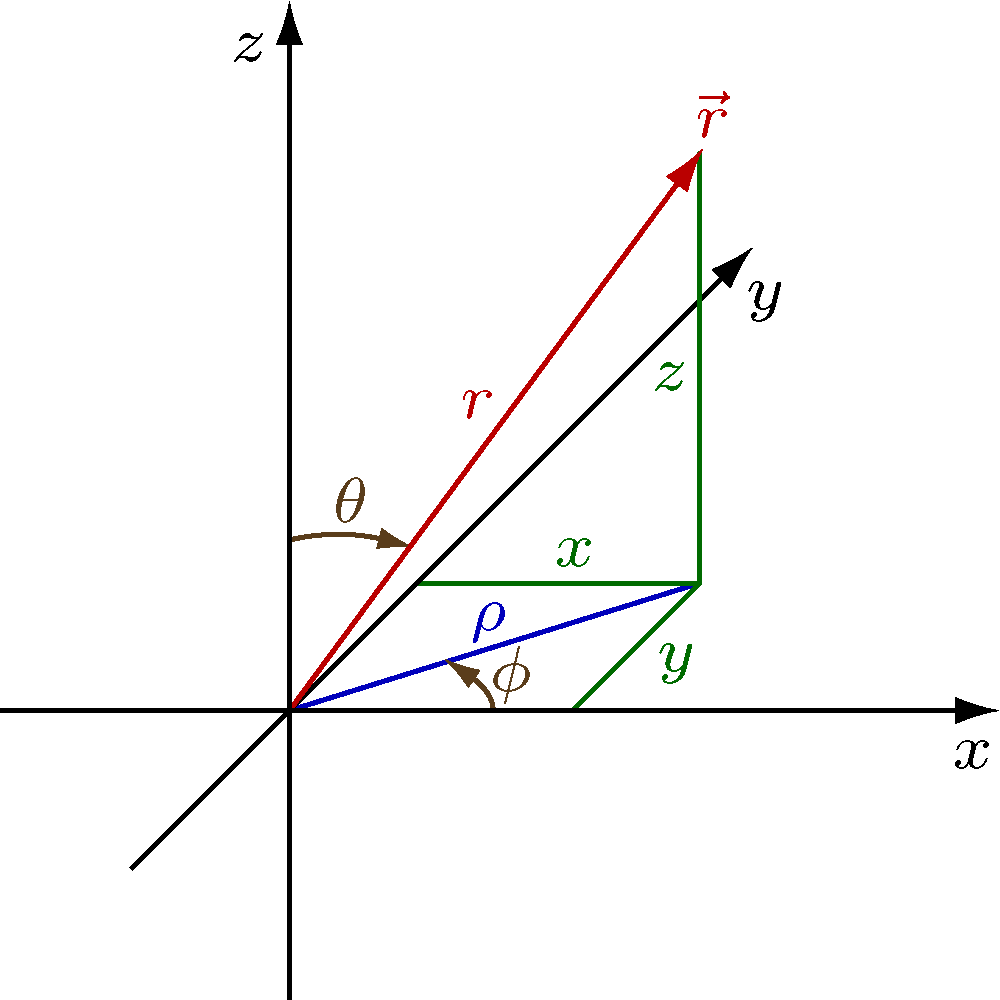

Qualquer campo vetorial pode ser escrito em termos de vetores unitários como:
{\displaystyle \mathbf {A} =A_{x}\mathbf {\hat {x}} +A_{y}\mathbf {\hat {y}} +A_{z}\mathbf {\hat {z}} =A_{\rho }\mathbf {\hat {\rho }} +A_{\phi }{\boldsymbol {\hat {\phi }}}+A_{z}\mathbf {\hat {z}} }
Os vetores unitários cilíndricos estão relacionados aos vetores unitários cartesianos por:
{\displaystyle {\begin{bmatrix}\mathbf {\hat {\rho }} \\{\boldsymbol {\hat {\phi }}}\\\mathbf {\hat {z}} \end{bmatrix}}={\begin{bmatrix}\cos \phi &\operatorname {sen} \phi &0\\-\operatorname {sen} \phi &\cos \phi &0\\0&0&1\end{bmatrix}}{\begin{bmatrix}\mathbf {\hat {x}} \\\mathbf {\hat {y}} \\\mathbf {\hat {z}} \end{bmatrix}}}
Nota: a matriz é uma matriz ortogonal, ou seja, seu inverso é simplesmente sua transposta .

### Derivada do tempo de um campo vetorial
Para descobrir como o campo vetorial A muda no tempo, calculamos as derivadas do tempo. Para este efeito, usamos a notação de Newton para a derivada de tempo ( {\displaystyle {\dot {\mathbf {A} }}} ) Em coordenadas cartesianas, isso é simplesmente:
{\displaystyle {\dot {\mathbf {A} }}={\dot {A}}_{x}{\hat {\mathbf {x} }}+{\dot {A}}_{y}{\hat {\mathbf {y} }}+{\dot {A}}_{z}{\hat {\mathbf {z} }}}
No entanto, em coordenadas cilíndricas, isso se torna:
{\displaystyle {\dot {\mathbf {A} }}={\dot {A}}_{\rho }{\hat {\boldsymbol {\rho }}}+A_{\rho }{\dot {\hat {\boldsymbol {\rho }}}}+{\dot {A}}_{\phi }{\hat {\boldsymbol {\phi }}}+A_{\phi }{\dot {\hat {\boldsymbol {\phi }}}}+{\dot {A}}_{z}{\hat {\boldsymbol {z}}}+A_{z}{\dot {\hat {\boldsymbol {z}}}}}
Precisamos das derivadas no tempo dos vetores unitários. Eles são dados por:
{\displaystyle {\begin{aligned}{\dot {\hat {\mathbf {\rho } }}}&={\dot {\phi }}{\hat {\boldsymbol {\phi }}}\\{\dot {\hat {\boldsymbol {\phi }}}}&=-{\dot {\phi }}{\hat {\mathbf {\rho } }}\\{\dot {\hat {\mathbf {z} }}}&=0\end{aligned}}}
Portanto, a derivada no tempo simplifica para:
{\displaystyle {\dot {\mathbf {A} }}={\hat {\boldsymbol {\rho }}}({\dot {A}}_{\rho }-A_{\phi }{\dot {\phi }})+{\hat {\boldsymbol {\phi }}}({\dot {A}}_{\phi }+A_{\rho }{\dot {\phi }})+{\hat {\mathbf {z} }}{\dot {A}}_{z}}

### Segunda derivada no tempo de um campo vetorial
A derivada do segundo tempo é de interesse da física, pois é encontrada em equações de movimento para sistemas mecânicos clássicos . A segunda derivada de um campo vetorial em coordenadas cilíndricas é dada por:
{\displaystyle \mathbf {\ddot {A}} =\mathbf {\hat {\rho }} ({\ddot {A}}_{\rho }-A_{\phi }{\ddot {\phi }}-2{\dot {A}}_{\phi }{\dot {\phi }}-A_{\rho }{\dot {\phi }}^{2})+{\boldsymbol {\hat {\phi }}}({\ddot {A}}_{\phi }+A_{\rho }{\ddot {\phi }}+2{\dot {A}}_{\rho }{\dot {\phi }}-A_{\phi }{\dot {\phi }}^{2})+\mathbf {\hat {z}} {\ddot {A}}_{z}}
Para entender essa expressão, substituímos A = P, onde p é o vetor (ρ, θ, z ).
Isso significa que {\displaystyle \mathbf {A} =\mathbf {P} =\rho \mathbf {\hat {\rho }} +z\mathbf {\hat {z}} } .
Depois de substituir, obtemos:
{\displaystyle {\ddot {\mathbf {P} }}=\mathbf {\hat {\rho }} ({\ddot {\rho }}-\rho {\dot {\phi }}^{2})+{\boldsymbol {\hat {\phi }}}(\rho {\ddot {\phi }}+2{\dot {\rho }}{\dot {\phi }})+\mathbf {\hat {z}} {\ddot {z}}}
Em mecânica, os termos desta expressão são chamados:
{\displaystyle {\begin{aligned}{\ddot {\rho }}\mathbf {\hat {\rho }} &={\mbox{aceleração central externa}}\\-\rho {\dot {\phi }}^{2}\mathbf {\hat {\rho }} &={\mbox{aceleração centrípeta}}\\\rho {\ddot {\phi }}{\boldsymbol {\hat {\phi }}}&={\mbox{aceleração angular}}\\2{\dot {\rho }}{\dot {\phi }}{\boldsymbol {\hat {\phi }}}&={\mbox{Efeito Coriolis}}\\{\ddot {z}}\mathbf {\hat {z}} &={\mbox{aceleração em z}}\end{aligned}}}

## Sistema de coordenadas esféricas

### Campos vetoriais
Os vetores são definidos em coordenadas esféricas por (r, θ, φ), onde
- r é o comprimento do vetor,
- θ é o ângulo entre o eixo Z positivo e o vetor em questão (0 ≤ θ ≤ π), e
- φ é o ângulo entre a projeção do vetor no plano XY e o eixo X positivo (0 ≤ φ <2π).

(r, θ, φ) é dado em coordenadas cartesianas por:
{\displaystyle {\begin{bmatrix}r\\\theta \\\phi \end{bmatrix}}={\begin{bmatrix}{\sqrt {x^{2}+y^{2}+z^{2}}}\\\arccos(z/r)\\\arctan(y/x)\end{bmatrix}},\ \ \ 0\leq \theta \leq \pi ,\ \ \ 0\leq \phi <2\pi ,}
ou inversamente por:
{\displaystyle {\begin{bmatrix}x\\y\\z\end{bmatrix}}={\begin{bmatrix}r\operatorname {sen} \theta \cos \phi \\r\operatorname {sen} \theta \operatorname {sen} \phi \\r\cos \theta \end{bmatrix}}.}
Qualquer campo vetorial pode ser escrito em termos de vetores unitários como:
{\displaystyle \mathbf {A} =A_{x}\mathbf {\hat {x}} +A_{y}\mathbf {\hat {y}} +A_{z}\mathbf {\hat {z}} =A_{r}{\boldsymbol {\hat {r}}}+A_{\theta }{\boldsymbol {\hat {\theta }}}+A_{\phi }{\boldsymbol {\hat {\phi }}}}
Os vetores unitários esféricos são relacionados aos vetores unitários cartesianos por:
{\displaystyle {\begin{bmatrix}{\boldsymbol {\hat {r}}}\\{\boldsymbol {\hat {\theta }}}\\{\boldsymbol {\hat {\phi }}}\end{bmatrix}}={\begin{bmatrix}\operatorname {sen} \theta \cos \phi &\operatorname {sen} \theta \operatorname {sen} \phi &\cos \theta \\\cos \theta \cos \phi &\cos \theta \operatorname {sen} \phi &-\operatorname {sen} \theta \\-\operatorname {sen} \phi &\cos \phi &0\end{bmatrix}}{\begin{bmatrix}\mathbf {\hat {x}} \\\mathbf {\hat {y}} \\\mathbf {\hat {z}} \end{bmatrix}}}
Nota: a matriz é uma matriz ortogonal, ou seja, seu inverso é simplesmente sua transposta .
Assim, os vetores unitários cartesianos estão relacionados aos vetores unitários esféricos por:
{\displaystyle {\begin{bmatrix}\mathbf {\hat {x}} \\\mathbf {\hat {y}} \\\mathbf {\hat {z}} \end{bmatrix}}={\begin{bmatrix}\operatorname {sen} \theta \cos \phi &\cos \theta \cos \phi &-\operatorname {sen} \phi \\\operatorname {sen} \theta \operatorname {sen} \phi &\cos \theta \operatorname {sen} \phi &\cos \phi \\\cos \theta &-\operatorname {sen} \theta &0\end{bmatrix}}{\begin{bmatrix}{\boldsymbol {\hat {r}}}\\{\boldsymbol {\hat {\theta }}}\\{\boldsymbol {\hat {\phi }}}\end{bmatrix}}}

### Derivada no tempo de um campo vetorial
Para descobrir como o campo vetorial A muda no tempo, calculamos as derivadas no tempo. Em coordenadas cartesianas, isso é simplesmente:
{\displaystyle \mathbf {\dot {A}} ={\dot {A}}_{x}\mathbf {\hat {x}} +{\dot {A}}_{y}\mathbf {\hat {y}} +{\dot {A}}_{z}\mathbf {\hat {z}} }
No entanto, em coordenadas esféricas, isso se torna:
{\displaystyle \mathbf {\dot {A}} ={\dot {A}}_{r}{\boldsymbol {\hat {r}}}+A_{r}{\boldsymbol {\dot {\hat {r}}}}+{\dot {A}}_{\theta }{\boldsymbol {\hat {\theta }}}+A_{\theta }{\boldsymbol {\dot {\hat {\theta }}}}+{\dot {A}}_{\phi }{\boldsymbol {\hat {\phi }}}+A_{\phi }{\boldsymbol {\dot {\hat {\phi }}}}}
Precisamos das derivadas no tempo dos vetores unitários. Eles são dados por:
{\displaystyle {\begin{aligned}{\boldsymbol {\dot {\hat {r}}}}&={\dot {\theta }}{\boldsymbol {\hat {\theta }}}+{\dot {\phi }}\operatorname {sen} \theta {\boldsymbol {\hat {\phi }}}\\{\boldsymbol {\dot {\hat {\theta }}}}&=-{\dot {\theta }}{\boldsymbol {\hat {r}}}+{\dot {\phi }}\cos \theta {\boldsymbol {\hat {\phi }}}\\{\boldsymbol {\dot {\hat {\phi }}}}&=-{\dot {\phi }}\operatorname {sen} \theta {\boldsymbol {\hat {r}}}-{\dot {\phi }}\cos \theta {\boldsymbol {\hat {\theta }}}\end{aligned}}}
Portanto, a derivada no tempo torna-se:
{\displaystyle \mathbf {\dot {A}} ={\boldsymbol {\hat {r}}}({\dot {A}}_{r}-A_{\theta }{\dot {\theta }}-A_{\phi }{\dot {\phi }}\operatorname {sen} \theta )+{\boldsymbol {\hat {\theta }}}({\dot {A}}_{\theta }+A_{r}{\dot {\theta }}-A_{\phi }{\dot {\phi }}\cos \theta )+{\boldsymbol {\hat {\phi }}}({\dot {A}}_{\phi }+A_{r}{\dot {\phi }}\operatorname {sen} \theta +A_{\theta }{\dot {\phi }}\cos \theta )}